# Валя-Оревіца
Валя-Оревіца (рум. Valea Orevița) — село у повіті Караш-Северін в Румунії. Входить до складу комуни Сікевіца.
Село розташоване на відстані 331 км на захід від Бухареста, 67 км на південь від Решиці, 130 км на південний схід від Тімішоари.

## Населення
За даними перепису населення 2002 року у селі проживали 11 осіб, усі — румуни. Усі жителі села рідною мовою назвали румунську.